# آرتور بامبریج
آرتور بامبریج (به انگلیسی: Arthur Bambridge) بازیکن فوتبال زادهٔ ۱۶ ژوئن ۱۸۶۱ اهل کشور انگلستان که سابقهٔ بازی در تیم ملی فوتبال انگلستان را در کارنامهٔ خود دارد. وی در تاریخ ۲۶ فوریه ۱۸۸۱ نخستین بازی ملی خود را در مقابل تیم ملی فوتبال ولز انجام داد و با حضور در ۳ بازی ملی، در تاریخ ۲۳ فوریه ۱۸۸۴ واپسین بازی ملی‌اش را در برابر تیم ملی فوتبال ایرلند برگزار کرد.
این بازیکن توانسته در بازی‌های ملی، ۱ گل به ثمر برساند.